# Hiério (prefeito pretoriano)
Hiério (em latim: Hierius) foi um oficial bizantino do século V, ativo durante o reinado do imperador Anastácio I Dicoro (r. 491–518). Embora seja impreciso o ano de sua nomeação, é certo que em algum momento antes de 494 já possuía o título de patrício. Em 494, foi nomeado por Anastácio I como prefeito pretoriano do Oriente, posição que manteve até 496. Durante seu mandato nomeou um parente seu, possivelmente filho, chamado Caliópio, como conde do Oriente e emitiu um édito prefeitoral que sobreviveu. Talvez pode ser identificado com o homem gloriosíssimo homônimo ativo no mesmo período.